# ساموئل اسنده
ساموئل اسنده (انگلیسی: Samuel Essende؛ زادهٔ ۳۰ ژانویهٔ ۱۹۹۸) بازیکن فوتبال اهل فرانسه است.
از باشگاه‌هایی که در آن بازی کرده‌است می‌توان به باشگاه فوتبال اوپن اشاره کرد.